# Jan Moorman
Jan Moorman (Nederlands-Indië, ca. 1936) is een Nederlands voormalig voetballer die als doelman speelde. Hij was in de jaren 60 enkele jaren prof bij EHV.
Moorman begon bij RKVV Veloc en kwam in 1960 bij EHV. In 1963 ging hij naar VV Bladella waar hij ook twee jaar hoofdtrainer was.